# Грабарівка (річка)
Грабарівка — річка в Україні, у Макарівському районі Київської області, ліва притока Бучі. Довжина близько 6 кілометрів.
Бере початок в селі Копилів, протікає луками і впадає у річку Буча неподалік траси Київ-Житомир. Притоки відсутні.
Русло частково каналізоване і перетворене на ряд меліоративних каналів.

## Джерело
- Гордійчук О. В. Географія рідного краю — Макарівщина. — К., 1996.

| Річка | Це незавершена стаття про річку. Ви можете допомогти проєкту, виправивши або дописавши її. |